# Rabaldertjärnen
Rabaldertjärnen är en sjö i Strömsunds kommun i Jämtland och ingår i Ångermanälvens huvudavrinningsområde. Sjön har en area på 0,0834 kvadratkilometer och ligger 637,5 meter över havet. Rabaldertjärnen ligger i Saxvattnet Natura 2000-område.

## Delavrinningsområde
Rabaldertjärnen ingår i det delavrinningsområde (717390-147394) som SMHI kallar för Ovan 717455-147412. Medelhöjden är 636 meter över havet och ytan är 0,95 kvadratkilometer. Det finns inga avrinningsområden uppströms utan avrinningsområdet är högsta punkten. Vattendraget som avvattnar avrinningsområdet har biflödesordning 3, vilket innebär att vattnet flödar genom totalt 3 vattendrag innan det når havet efter 274 kilometer. Avrinningsområdet består mestadels av skog (91 procent). Avrinningsområdet har 0,08 kvadratkilometer vattenytor vilket ger det en sjöprocent på 8,8 procent.